# Деллингсгаузен, Николай Александрович
Барон Никола́й Алекса́ндрович Деллингсга́узен (19 (31) января 1892 — не ранее 1957) — капитан лейб-гвардии 4-го стрелкового полка, герой Первой мировой войны, участник Белого движения на Восточном фронте.

## Биография
Православный. Из дворян Эстляндской губернии. Уроженец Новгородской губернии.
По окончании Пажеского корпуса в 1911 году, произведен был из фельдфебелей в подпоручики лейб-гвардии 4-го стрелкового полка, с которым и вступил в Первую мировую войну. Был пожалован Георгиевским оружием
За то, что в бою 21-го сентября 1914 г. на р. Опатовке с явною опасностью для жизни, под сильным и действительным огнём противника, восстановил связь между важными по боевым обстоятельствам отрядами.
В том же бою был ранен, второе ранение получил 13 ноября 1914 года в бою при деревне Суха-Турка. 29 августа 1916 года произведен в штабс-капитаны, затем — в капитаны.
В 1918 году окончил младший класс Николаевской военной академии, с которой был эвакуирован в Екатеринбург. Входил в офицерскую пятерку Малиновского—Ярцова, пытавшуюся спасти царскую семью. Согласно показаниям Ярцова, именно через Деллингсгаузена удалось достать план Ипатьевского дома (его передал на словах лейб-хирург Деревенко), однако ничего большего предпринять не удалось. Затем присоединился к Белому движению на Восточном фронте. 20 сентября 1918 года назначен старшим адъютантом разведывательного отделения штаба 4-го Восточно-Сибирского армейского корпуса, затем — в той же должности в штабе Иркутского военного округа. С 2 декабря 1918 по 24 января 1919 года состоял также начальником особого отделения штаба Отдельной Восточно-Сибирской армии. В апреле 1919 года был назначен обер-квартирмейстером вновь сформированного Сводно-казачьего корпуса, временно исполнял должность начальника штаба корпуса. Осенью 1919 года был переименован в войсковые старшины. Участвовал в Сибирском Ледяном походе в должности обер-квартирмейстера Конной группы генерала В. И. Волкова, а после 23 октября 1919 года — в должности начальника штаба Сибирской казачьей группы. В январе 1920 года, когда отряд генерал-майора Волкова попал в засаду красных у разъезда Китой, барон Деллингсгаузен и ещё пять человек смогли избежать пленения. Согласно воспоминаниям генерала К. В. Сахарова, они были выданы большевикам начальником чешского эшелона на станции Ангара, однако Деллингсгаузену удалось бежать.
С 1920 года в эмиграции в Харбине. В 1930-е годы переехал в США, а затем в Венесуэлу. Жил в Каракасе. Состоял членом объединения лейб-гвардии 4-го стрелкового полка, полковник. Умер не ранее 1957 года. 

## Семья
Был вдовцом. 21-летняя жена Елена Петровна и двухлетний сын Алексей погибли 2 июля 1919 года в результате диверсии на железной дороге и крушения эшелона штаба Сводно-казачьего корпуса. Они были похоронены на кладбище села Гробово Красноуфимского уезда Пермской губернии.

## Награды
- Георгиевское оружие (ВП 25.07.1915)
- Орден Святой Анны 2-й ст. с мечами (31.10.1915)